# L’art pour l’art
L’art pour l’art [laʀpuʀˈlaʀ] (französisch, wörtlich „die Kunst für die Kunst“, sinngemäß „die Kunst um der Kunst willen“; manchmal auch lateinisch ars gratia artis) ist eine ästhetische Position, nach der Kunst sich selbst genügt und sich keinem äußeren Zweck dienstbar machen dürfe. Im Feld der künstlerischen Produktion wendete sich das L’art pour l’art sowohl gegen die „bürgerliche“, moralische, konservative Kunst als auch gegen die Ansprüche der „realistischen“, sozial engagierten Kunst. Die Befreiung von aller Belehrung der Leser, Betrachter oder Zuschauer eröffnete der Avantgarde neue Spielräume für ästhetische Experimente.
In diesem Sinne bezeichnet sie eine Gegenposition zur Kulturproduktion mit umsatzorientierter oder politisch engagierter Zielrichtung wie beispielsweise Journalismus, Fortsetzungsromanen, Tendenzmalerei, Tendenzliteratur oder Agitprop. L’art pour l’art kann auch abwertend verstanden werden, wenn sie nutzloses Tun oder Verspieltsein im Sinne der Autotelie bezeichnet. Über den Bereich der Kunst hinaus bezeichnet die Wendung auch eine Handlung um der Sache selbst willen, ohne Hintergedanken an Anwendung, Geschäft und Nutzen.

## Entstehung
Die Redewendung war Programm einer französischen Kunsttheorie des 19. Jahrhunderts, die besonders von den sogenannten Parnassiens und ihrem Vorläufer Théophile Gautier vertreten wurde: Il n’y a de vraiment beau que ce qui ne peut servir à rien (Gautier: „Es gibt nichts wirklich Schönes außer dem, das zu nichts nütze ist“). Der älteste bekannte Beleg findet sich bereits im Traktat Choix de pièces: notices sur divers tableaux du Musée Napoléon des Kunsthistorikers Toussaint-Bernard Émeric-David, das 1812 in Paris erschien. Victor Cousin machte das Schlagwort 1828 bekannt. Aber schon Benjamin Constant hatte 1804 formuliert: tout but dénature l’art („jeder Zweck verunstaltet die Kunst“).
Mit dem Schlagwort wird die Priorität der künstlerischen Form und der ästhetischen Gestaltung hervorgehoben. In Frankreich wurde diese Kunstauffassung in der Literatur vornehmlich von Gustave Flaubert, Charles Baudelaire, Charles Leconte de Lisle, in England von Oscar Wilde und in Deutschland bis zur Jahrhundertwende von Stefan George vertreten. Viele Vertreter des Symbolismus verstanden sich als Anhänger dieses Prinzips. Auch Victor Hugo und Edgar Allan Poe forderten eine autonome Kunst.
In der zweiten Hälfte des 19. Jahrhunderts erstarkt die Bewegung auch als Reaktion auf die Vergröberung des Geschmacks und die Verkitschung von Literatur und Kunst. Die Brüder Edmond und Jules Goncourt, eigentlich Vertreter einer realistischen Kunst, beschimpfen ihren Gegenstand, das Volk und die denkfaulen Bürger, und wenden sich gegen den schlechten Geschmack der Canaille,  die durch den Gelderwerb in Anspruch genommen werden. Sie formulieren 1866 in ihrem Journal programmatisch, es sei lächerlich, „von einem Kunstwerk zu erwarten, dass es zu irgend etwas diene“ (de demander à une œuvre d’art qu’elle serve à quelque chose). Damit werden Dichtung und bildende Kunst als Kultobjekte verstanden, die sich vom Alltag und vor allem vom Naturalismus abzusetzen und von allen moralisierenden Tendenzen sowie politischen, religiösen usw. Bindungen zu befreien hätten. Kunst dürfe kein Träger populärer Botschaften mehr sein und nicht in das Zeitgeschehen eingreifen.

## Kritik
In Deutschland wurde die Bewegung erst später nachgeholt, doch wurde hier aus der künstlerischen Devise rasch ein ideologisches Schlagwort. Insbesondere Nietzsche kritisierte die angebliche Zwecklosigkeit der l’art-pour-l’art-Kunst: Auch ihre Werke erfüllten einen Zweck, und zwar einen psychologischen, z. B. die Verherrlichung des Sieges, des Willens, der Resignation oder des Tragischen – oder auch einen ganz persönlichen Zweck des Autors: „Ein Psycholog fragt dagegen: was thut alle Kunst? lobt sie nicht? verherrlicht sie nicht? wählt sie nicht aus? zieht sie nicht hervor? Mit dem Allen stärkt oder schwächt sie gewisse Werthschätzungen ...“ und ist damit nicht mehr zwecklos. Die Kunst sei ein Stimulans des Lebens; wie könne man dann annehmen, dass sie keinen Zweck habe?
Erich Auerbach zufolge führte diese Haltung der „krampfhafte(n) Distinktion“ des „egozentrisch um seinen ästhetischen Komfort besorgten, nervösen, [...] maniakalischen Großbürgers“ gegenüber der populären Massenware zu einer Verarmung der Literatur.
Theodor W. Adorno sieht eine dialektische Beziehung von Engagement und l’art pour l’art: Kunst müsse sowohl die Distanz zur Realität wahren als auch einen Realitätsbezug aufweisen. Daher negiere jede der beiden Optionen mit der anderen auch sich selbst: „Engagierte Kunst, weil sie, als Kunst notwendig von der Realität abgesetzt, die Differenz zu dieser durchstreicht; die des l’art pour l’art, weil sie durch ihre Verabsolutierung auch jene unauslöschliche Beziehung mit der Realität leugnet.“ Die autonome Kunst kritisiere „durch ihr bloßes Dasein“ einen Zustand, „der auf die totale Tauschgesellschaft sich hinbewegt“, in der alles nur für anderes da sei. Insofern verkörpere sie ein Stück Utopie. Dass von der Kulturindustrie tendenziell bedeutungs- und folgenlose Objekte ohne Realitätsbezug und traditionelle künstlerische Qualitäten massenhaft vermarktet werden und die Hoffnung auf die subversiven und emanzipatorischen Qualitäten einer autonomen Kunst nicht erfüllen können, sieht Adorno allerdings selbst; er spricht von der „Entkunstung der Kunst“ nach den Spielregeln der Utilität.
Pierre Bourdieu zufolge war diese Erfindung einer von allen pädagogischen Zielen befreiten „reinen Ästhetik“ eine äußerst produktive Position in der sich entwickelnden Autonomie des literarischen und künstlerischen Feldes. Mit der Befreiung von einengenden politisch-moralischen Erwartungen von rechts und links setzte sie sich zwar der Kritik aus, leidenschaftslos, gleichgültig oder sogar zynisch zu sein, aber sie bewirkte durch die Konzentration auf die Form der Werke in Literatur und Dichtung keineswegs eine Auslöschung von Realität, sondern vielmehr ein gesteigertes Bemühen um eine intensivere Darstellungen der realen Sujets: „Es geht um nichts anderes, als das Wirkliche zu schreiben (nicht, es zu beschreiben, nachzuahmen, es sich gewisser Weise selbst herstellen zu lassen, eine natürliche Darstellung der Natur)“, darum, den trivialsten Sujets „die Distanz in der Beschreibung und den Kult der Form“ aufzuzwingen. Nach Bourdieu ist die ästhetische Entwicklung von Flaubert, Baudelaire oder von Manet und den ihm folgenden Impressionisten ohne das L’art pour l’art nicht zu verstehen.
Das Motto des l’art pour l’art ist auch im Vorspann des Filmstudios Metro-Goldwyn-Mayer zu sehen, wo es in Latein (ars gratia artis) in das goldene Filmband um den brüllenden MGM-Löwen gefasst ist.